# 劉鐸 (天順進士)
劉鐸（1432年—？），字以道，永清右衛人，明朝政治人物。進士出身。

## 生平
順天府鄉試第二十二名。天順元年（1457年）丁丑科會試第七十七名，殿試登進士第三甲第十名。

## 家族
曾祖劉福海。祖父劉敬先。父亲劉能。